# Sergio Samitier
Sergio Samitier Samitier, nascido a 31 de agosto de 1995 em Barbastro (província de Huesca), é um ciclista espanhol. Destacou como amador ganhando a es:Copa de España de Ciclismo sub-23 em 2017, a Volta ao Bidasoa, incluindo uma etapa,Sergio Samitier impõe-se na Volta ao Bidasoa, que se decidiu graças à foto finish e cronómetro</ref> uma etapa da Volta a Navarra de 2016 e a Subida a Gorla nesse mesmo ano. Estreiou como profissional com a equipa Euskadi Basque Country-Murias em 2018.

## Palmarés
- Ainda não tem conseguido nenhuma vitória como profissional

## Resultados nas Grandes Voltas
| Carreira        | 2018 | 2019 |
| --------------- | ---- | ---- |
| Giro d'Italia   | -    | -    |
| Tour de France  | -    | -    |
| Volta a Espanha | -    |      |

-: não participa 

Ab.: abandono 

## Equipas
- Euskadi Basque Country-Murias (2018-)